# Beriev MBR-2
Il Beriev MBR-2 (in caratteri cirillici Бериев МБР-2, Морской Ближний Разведчик, Morskoj Bližnij Razvedčik, "Ricognitore navale a corto raggio") era un monomotore da ricognizione ad ala alta progettato dall'OKB 49 diretto da Georgij Michailovič Beriev e sviluppato in Unione Sovietica negli anni trenta.
Impiegato negli anni successivi dall'Aviacija Voenno-Morskogo Flota, l'aviazione militare dell'Unione Sovietica, rimase operativo dal 1935 ai primi anni quaranta.

## Progetto
Il MBR-2 fu un progetto di Beriev e volo la prima volta nel 1931, mosso da un motore BMW VI.Z da 500 CV importato. I modelli di produzione, che arrivarono nel 1934, vennero quindi costruiti versioni del motore costruite licenza di questo motore, il Mikulin M-17 da 680 hp, e poteva avere una ruota fissa o un pattino sotto la carena.
Beriev inoltre progetto un aereo di linea commerciale derivato del MBR-2, lo MP-1, che entrò nelle linee aeree nel 1934 ed una versione da trasporto merci, che lo seguì nel 1936.
Nel 1935, venne costruita una versione migliorata, lo MBR-2bis, mosso da un motore Mikulin AM-34N, ed equipaggiato con un abitacolo chiuso, una torretta dorsale e una coda verticale allargata. In questa configurazione, la macchina rimase in produzione fino al 1941.

## Varianti
- MBR-2 M-17 : Ricognitore marittimo a corto raggio, idrovolante da bombardamento, mosso da un motore a pistoni Mikulin M-17B.
- MBR-2A M-34 :
- MBR-2 M-103 : Un MBR-2AM-34 venne equipaggiato con un potente motore M-103. Un solo prototipo costruito.
- MBR-2bis : Versione migliorata, mosso da un motore Mikulin AM-34N.
- MP-1 : Versione civile del MBR-2M-17 idrovolante per l'Aeroflot. Portava sei passeggeri in una cabina chiusa.
- MP-1bis :
- MP-1T : Versione da trasporto

## Utilizzatori

### Civili

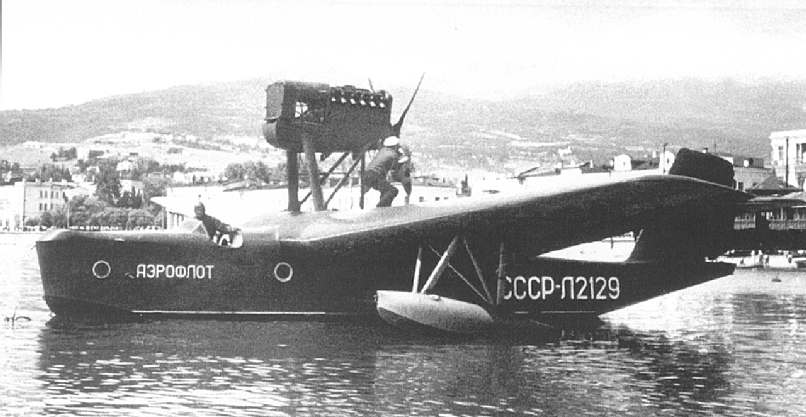
Un Beriev MP-1, versione civile dell'MBR-2, impiegato dall'Aeroflot.

Unione Sovietica
- Aeroflot

### Militari
Finlandia
- Suomen ilmavoimat

operò con cinque esemplari catturati dal 1941.
 Unione Sovietica
- Aviacija Voenno-Morskogo Flota

## Velivoli comparabili
Regno Unito
- Supermarine Walrus